# Myrtle Corbin

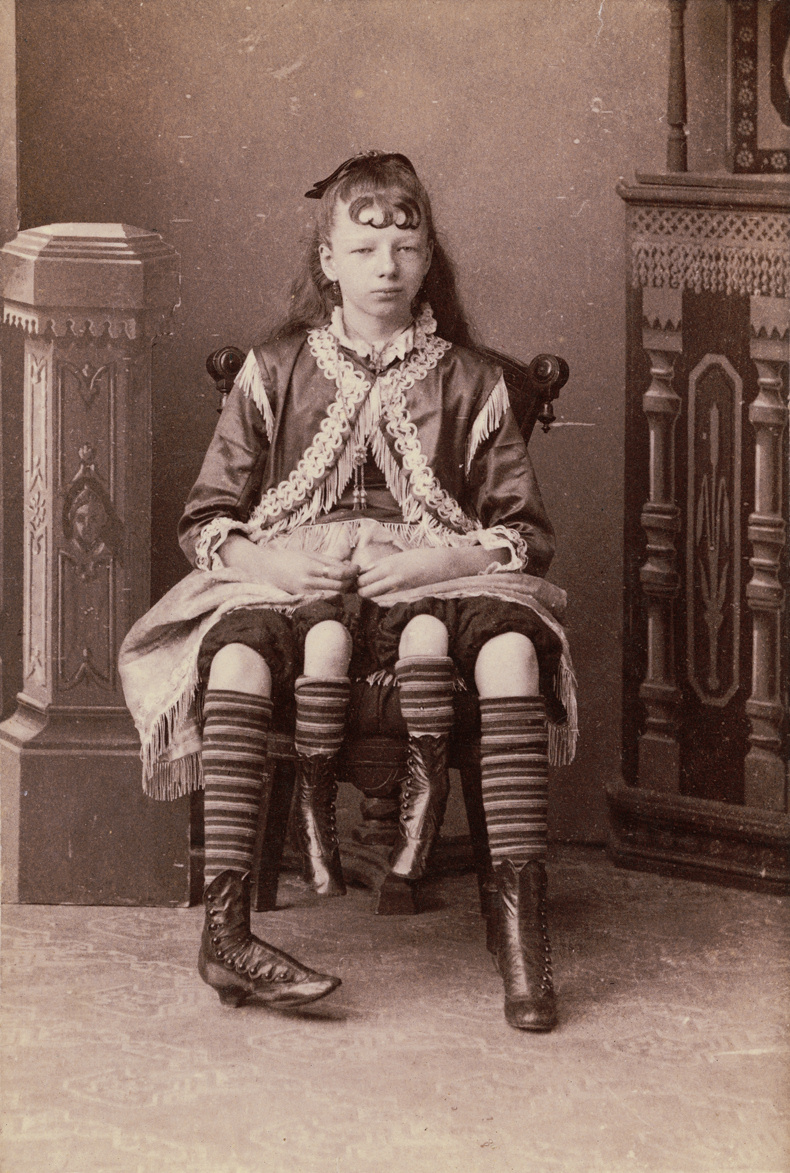
Myrtle Corbin khi là cô gái

Josephene Myrtle Corbin (1868 – 6 tháng 5 năm 1928) sinh ra ở Quận Lincoln, Tennessee (Hoa Kỳ). Cô có hai khung xương chậu cạnh nhau từ phía eo trở xuống. Đôi chân thêm là một phần không hoàn thiện của một cơ thể sinh cùng cô, việc này xảy ra tương tự với Frank Lentini với chiếc chân thứ ba. Mỗi chiếc chân nhỏ bên trong lại là một cặp với chiếc chân bên ngoài. Cô đã từng thử đi bằng đôi chân bên trong nhưng dường như nó quá yếu, không thể đi được.
Corbin tham gia diễn trong rạp xiếc với biệt danh "Cô gái bốn chân đến từ Texas". Khi 19 tuổi, cô làm đám cưới với một bác sĩ, Clinton Bicknell và đã sinh được bốn con gái và một con trai. Ba trong số 5 đứa con của cô được sinh ra từ 1 khung xương chậu và 2 người còn lại từ khung xương bên kia.